# Konstanty Grzybowski
Konstanty Grzybowski (ur. 17 lutego 1901 w Zatorze, zm. 19 czerwca 1970 w Krakowie) – polski prawnik, historyk prawa, historyk idei, profesor Uniwersytetu Jagiellońskiego, członek korespondent PAN.

## Życiorys
Był synem Stefana (lekarza) i Zofii z Korczyńskich, starszym bratem Stefana (profesora prawa cywilnego i rektora UJ) oraz Anny Mieczysławy, nauczycielki z Kęt k. Oświęcimia, a także Zofii Połtowicz (zm. 2007), matki Jerzego, Stefana i Małgorzaty (artystki malarki, nauczycielki). Ukończył III Gimnazjum im. Króla Jana Sobieskiego w Krakowie i zdał maturę (1920). W latach 1921–1923 studiował prawo na UJ, m.in. u Stanisława Estreichera i Michała Rostworowskiego, później w latach 1923–1924 prawo i ekonomię w Handelshochschule w Berlinie. W 1927 na UJ obronił doktorat praw na podstawie pracy Unitaryzm i federalizm w Niemczech, przygotowanej pod kierunkiem Władysława Jaworskiego. Wykładał teorię państwa i prawo konstytucyjne w krakowskim Instytucie Administracji Gospodarczej (1928–1929). W latach 1928–1933 pracował w Oddziale Prokuratorii Generalnej w Krakowie, następnie był zatrudniony w zarządzie miejskim Krakowa (jako adwokat-radca prawny). 
Od 1928 prowadził wykłady z historii państwa i prawa oraz dziejów doktryn politycznych i prawnych w Szkole Nauk Politycznych przy Uniwersytecie Jagiellońskim; w okresie międzywojennym angażował się w życie polityczne, w latach 1933–1935 należał do BBWR i sympatyzował z polityką Piłsudskiego, potem zbliżył się do ugrupowań lewicowych i działał w Stronnictwie Demokratycznym. Publikował rozprawy, artykuły naukowe i recenzje, najczęściej w krakowskim „Czasopiśmie Prawniczym i Ekonomicznym” i „Przeglądzie Współczesnym”. W latach 1930–1934 był zastępcą redaktora naczelnego „Przeglądu Współczesnego”, a w 1933–1937 członkiem redakcji „Czasu”.
Okres okupacji niemieckiej spędził w Krakowie. W latach 1939–1945 wykonywał zawód adwokata. Działał w konspiracji, współpracował z konspiracyjnym „Dziennikiem Polskim” i prowadził tajne wykłady na wydziale rolniczym podziemnego uniwersytetu.
Z końcem 1945 nawiązał współpracę z krakowskim tygodnikiem „Odrodzenie”. W 1946 wstąpił do Polskiej Partii Socjalistycznej. W listopadzie 1945 powrócił do pracy na UJ, w 1946 został mianowany profesorem nadzwyczajnym i kierownikiem Katedry Prawa Politycznego; później kierował Katedrami Teorii Państwa i Prawa (1952–1956), Prawa Państwowego (1956–1962), Historii Doktryn Politycznych i Prawnych (od 1962). Był również dziekanem Wydziału Prawa (1948–1952). W 1959 otrzymał tytuł profesora zwyczajnego. Poza UJ pozostawał związany z Zakładem Nauk Prawnych PAN (od 1956 pod nazwą Instytut Nauk Prawnych PAN, pracował w Zakładzie Powszechnej Historii Państwa i Prawa, 1956–1961) oraz Instytutem Historii PAN (pracował w Zakładzie Historii Państwa i Prawa, 1961–1968). 
W 1969 został powołany w skład Polskiej Akademii Nauk jako członek korespondent; od 1967 był również prezesem Polskiego Towarzystwa Nauk Politycznych, poza tym brał udział w pracach towarzystw i akademii zagranicznych – Institut International de Philosophie Politique, Societe Jean Bodin, Commission Internationale pour l’Histoire des Assembles d’Etat. W 1969 z okazji 500-lecia urodzin Machiavellego organizował specjalną Sesję Makiawelowską. Był laureatem m.in. nagrody „Życia Literackiego” za działalność publicystyczną i popularyzatorską (1961), nagrody miesięcznika „Problemy” za popularyzację nauk historycznych i politycznych (1969). Otrzymał również wyróżnienie „Ekranu” za cykl programów telewizyjnych Gawędy o współczesności (1969). Już po jego śmierci ukazała się Księga pamiątkowa ku czci Konstantego Grzybowskiego (1971).
15 stycznia 1955 na wniosek Ministra Szkolnictwa Wyższego został odznaczony Medalem 10-lecia Polski Ludowej.
Zmarł tragicznie 19 czerwca 1970, w wyniku potrącenia przez samochód na ulicy Karmelickiej w Krakowie, pochowany na cmentarzu Rakowickim (grób – kwatera BA rząd 7 miejsce 4).
Archiwum osobiste Konstantego Grzybowskiego zostało przekazane do Archiwum Nauki PAN i PAU w Krakowie.

## Życie prywatne
W 1927 zawarł związek małżeński z Krystyną, córką swojego nauczyciela Stanisława Estreichera, pisarką, autorką książek dla młodzieży oraz Kroniki rodzinnej poświęconej Estreicherom. Ich córka Teresa wyszła za mąż za Macieja Słomczyńskiego, tłumacza literatury angielskiej, autora książek sensacyjnych (znanego jako „Joe Alex”).
Syn Stanisław Grzybowski (1930–2022) był historykiem XVI i XVII wieku, profesorem zwyczajnym na Uniwersytecie Pedagogicznym w Krakowie.

## Wybrane publikacje
- Kilka uwag o teorii prawa prof. Władysława Leopolda Jaworskiego (1925)
- Powstanie Republiki Niemieckiej (1929)
- Od dyktatury ku kompromisowi konstytucyjnemu (1930)
- Dyktatura prezydenta Rzeszy (1934)
- Zasady konstytucji kwietniowej (1937)
- Demokracja angielska (1946)
- Demokracja francuska (1947)
- Demokracja Stanów Zjednoczonych (1947)
- Ustrój Polski współczesnej, 1944–1948 (1948)
- Nauka o państwie (1949)
- Z zagadnień współczesnego parlamentaryzmu burżuazyjnego (1955)
- O miejsce niemieckiej szkoły historycznej w rozwoju nauki prawa (1956)
- Stalinizm w socjalistycznym prawie konstytucyjnym (1957)
- Galicja 1848–1915. Historia ustroju politycznego na tle historii ustroju Austrii (1959)
- Teoria reprezentacji w Polsce epoki Odrodzenia (1959)
- Państwo obszarniczo-burżuazyjne. Ustrój polityczny (1966)
- Historia doktryn politycznych i prawnych od państwa niewolniczego do rewolucyj burżuazyjnych (1967)
- Rzeczy odległe a bliskie (1969)
- Ojczyzna, naród, państwo (1970)
- zbiór rozpraw i artykułów Refleksje sceptyczne (1970, 2 tomy)
- wspomnienia Pięćdziesiąt lat (1977)